# Sucre (Táchira)
Sucre is een gemeente in de Venezolaanse staat Táchira. De gemeente telt 8300 inwoners. De hoofdplaats is Queniquea.